# Bogårdstjärnen
Bogårdstjärnen är en sjö i Bollnäs kommun i Hälsingland och ingår i Ljusnans huvudavrinningsområde. Sjön har en area på 0,075 kvadratkilometer och ligger 125,9 meter över havet. Sjön avvattnas av vattendraget Isteån (Bogårdsån).

## Delavrinningsområde
Bogårdstjärnen ingår i det delavrinningsområde (682842-153483) som SMHI kallar för Utloppet av Bogårdstjärnen. Medelhöjden är 139 meter över havet och ytan är 0,86 kvadratkilometer. Räknas de 18 avrinningsområdena uppströms in blir den ackumulerade arean 132,86 kvadratkilometer. Isteån (Bogårdsån) som avvattnar avrinningsområdet har biflödesordning 2, vilket innebär att vattnet flödar genom totalt 2 vattendrag innan det når havet efter 85 kilometer. Avrinningsområdet består mestadels av skog (23 procent), öppen mark (21 procent) och jordbruk (43 procent). Avrinningsområdet har 0,06 kvadratkilometer vattenytor vilket ger det en sjöprocent på 7 procent.